# Ralph Lenney
Ralph Curry Lenney (11 tháng 1 năm 1895 - 10 tháng 11 năm 1971) là một cầu thủ bóng đá người Anh, thi đấu ở vị trí Tiền đạo. Trong sự nghiệp, ông thi đấu cho West Bromwich Albion, Wrexham và Carlisle United.